# Ехлаков, Мартемьян Сарапионович
Мартемьян Сарапионович Ехлаков (1913, Пермский край — 27.02.1945, Польша) — командир отделения 272-го инженерно-саперного батальона, старшина. На момент представления к награждению орденом Славы 1-й степени.

## Биография
Родился в 1913 году в деревне Дубленевка, Куединского района Пермского края,. Жил в городе Искитим Новосибирской области. Работал на Перевалке, Искитимском лесоперевалочном участке объединения «Новосиблес».
В апреле 1941 года был призван в Красную Армию Кировским райвоенкоматом города Новосибирска. В боях Великой Отечественной войны с июня 1941 года. К осени 1942 года воевал в составе 14-го армейского инженерного батальона, отличился в боях в сентябре того же года. В ноябре 1942 года получил первую боевую награду — медаль «За отвагу». Член ВКП. В составе своего батальона участвовал в Харьковской стратегической оборонительной операции, освобождении Левобережной Украины, форсировании Днепра.
В декабре 1943 года в боях в ходе Житомирско-Бердичевской операции старший сержант Ехлаков с группой бойцов неоднократно успешно проводил разведку инженерного оборудования обороны противника.
Приказом 25 января 1944 года старший сержант Ехлаков Мартемьян Сарапионович награждён орденом Славы 3-й степени.
В январе 1945 года в районе Стопница-Метель командир отделения 272-го инженерно-саперного батальона старшина Ехлаков три раза возглавлял инженерную разведку, проделывал проходы в проволочных заграждениях противника.
Приказом 16 февраля 1945 года старшина Ехлаков Мартемьян Сарапионович награждён орденом Славы 2-й степени.
В феврале 1945 года при форсировании реки Одер Ехлаков с отделением способствовал своевременному наведению моста. 21 февраля 1945 года в ходе боя на плацдарме уничтожил несколько противников.
27 февраля 1945 года при ведении инженерной разведки реки Штригауэр Вассер у населенного пункта Еришау старшина Ехлаков погиб. Похоронен в селе Еришау, в 15 км юго-восточнее города Яуэра, — город Явор Нижнесилезского воеводства в Польше.
Указом Президиума Верховного Совета СССР от 27 июня 1945 года за образцовое выполнение заданий командования в боях с захватчиками старшина Ехлаков Мартемьян Сарапионович награждён орденом Славы 1-й степени. Стал полным кавалером ордена Славы.
Награждён орденами Красной Звезды, Славы 3-х степеней, медалями, в том числе «За отвагу»